# William Francis Patrick Napier
Pour les articles homonymes, voir Napier.
Cet article possède un paronyme, voir William Napier (homonymie).
William Francis Patrick Napier né le 7 décembre 1785 à Celbridge près de Dublin, mort le 12 février 1860 à Clapham, général et historien britannique. Son Histoire de la Guerre de la Péninsule est considéré comme un classique au Royaume-Uni.

## Carrière militaire
Fils du colonel George Napier, il a deux frères également militaires : Charles James Napier (1782-1853) et George Thomas Napier (1784-1855).
W.F.P. Napier participe, sous les généraux John Moore et Arthur Wellesley de Wellington, à toutes les campagnes contre Napoléon Bonaparte lors de la Guerre d'indépendance espagnole.
En 1841, il est élevé au grade de général et nommé lieutenant-gouverneur de Guernesey.

## Carrière d'historien
Il a publié : 
- Histoire des guerres de la Péninsule de 1807 à 1814 (6 volumes in-8, Londres, 1828-1840), qui a été traduite et rectifiée par le général Mathieu Dumas.
- Histoire de la Guerre de la Péninsule 1807-1814, Volume 1 (relié, carte en couleur hors texte, Éditions Champ Libre, Paris, 1983) Traduit de l'anglais par le général Mathieu Dumas
- Relation de la Conquête du Sud, accomplie par son frère Charles James Napier.

## À propos de son œuvre
- Guy Debord dans une lettre à l'éditeur Gérard Lebovici datée de 1979 affirme ceci au sujet du livre de W.F.P. Napier : « Il me semble que c'est le meilleur livre d'histoire que j'aie lu sur une longue guerre, en laissant naturellement hors concours Thucydide : beaucoup mieux, par exemple, que la Guerre de Sept Ans de Jomini. La stratégie et le politique sont traités ensemble, avec en outre un superbe tableau de l'Espagne, qui recoupe tout ce que les meilleurs connaisseurs ont dit depuis. Ce livre, si fameux en Angleterre, me paraît d'ailleurs être à la source de cet intérêt averti de plusieurs Anglais de notre siècle pour les questions espagnoles ; de plus, il est visiblement le modèle dont T. E. Lawrence est parti pour raconter, dans Les Sept Piliers, sa propre guerre de la péninsule Arabique. »[1]

### Sources
Cet article comprend des extraits du Dictionnaire Bouillet. Il est possible de supprimer cette indication, si le texte reflète le savoir actuel sur ce thème, si les sources sont citées, s'il satisfait aux exigences linguistiques actuelles et s'il ne contient pas de propos qui vont à l'encontre des règles de neutralité de Wikipédia.